# 九州電力
九州電力株式会社（きゅうしゅうでんりょく、英: Kyushu Electric Power Company,Incorporated）は、福岡県福岡市に本店を置く電力会社。
子会社の「九電みらいエナジー」は九州以外に、関東地方での電力販売 や、福島県・山口県 などでの再生可能エネルギー発電事業を展開している。

## 概要
略称は九電（きゅうでん）で、グループにも社名に「九電」がつく企業が多い。福岡市中央区渡辺通にある本社ビル（電気ビル本館）は地元では通称「電気ビル」と呼ばれている。
九電は原子力発電も手掛けている。佐賀県の玄海原子力発電所3号機でのプルサーマル計画に向けて、2005年（平成17年）9月7日の経済産業省による原子炉設置変更許可、2006年（平成18年）3月26日の佐賀県及び・佐賀県玄海町の事前了解を経て、2009年（平成21年）11月5日より日本初のプルサーマル利用を実施した。

## 沿革
- 1891年（明治24年）7月1日 - 熊本電灯開業。九州地方における電気事業の始まり。
- 1942年（昭和17年）4月1日 - 配電統制令に基づく配電会社の一つとして九州配電株式会社設立。翌年にかけて九州地方の配電事業をすべて統合。
- 1951年（昭和26年）5月1日 - 電気事業再編成に伴い日本発送電・配電会社解体。九州では日本発送電・九州配電を再編し九州電力株式会社設立。
- 1952年（昭和27年） - 九州電力初の新設石炭火力発電所、築上発電所1号機が運転開始。
- 1955年（昭和30年）5月 - 大規模アーチ式ダムとしては日本初の上椎葉発電所が運転を開始。
- 1956年（昭和31年）- 石炭火力発電所、苅田発電所1号機が運転開始。
- 1957年（昭和32年）- 石炭火力発電所、大村発電所1号機が運転開始（のちに石油に転換）。
- 1960年（昭和35年）- 石炭火力発電所、港発電所1号機が運転開始（のちに石油を経て石炭に再転換）。
- 1961年（昭和36年）10月10日 - 石炭火力発電所、新小倉発電所1号機が運転開始（のちに石油を経てLNGに転換）。
- 1967年（昭和42年）
  - 8月 - 九州電力初の地熱発電所、大岳発電所が運転開始。
  - 9月3日 - 石炭火力発電所、唐津発電所1号機が運転開始（のちに石油に転換）。
- 1969年（昭和44年）7月31日 - 九州電力初の石油火力発電所、大分発電所1号機が運転開始。
- 1972年（昭和47年）4月 - 西日本共同火力株式会社を吸収合併、同社所有の火力発電所を苅田発電所新1号機へ名称変更。
- 1973年（昭和48年）
  - 3月 - 奄美群島を管轄エリアとしていた大島電力を合併。
  - 4月28日 - 石油火力発電所、相浦発電所1号機が運転開始。
- 1974年（昭和49年）
  - 7月2日 - 石油火力発電所、川内発電所1号機が運転開始。
  - 10月15日 - 九州電力初の原子力発電所、玄海原子力発電所1号機が運転開始。
- 1977年（昭和52年）
  - 新小倉発電所、九州電力初のLNG火力に転換。築上発電所（石炭火力）廃止。
  - 12月9日 - 石油火力発電所、豊前発電所1号機が運転開始。
- 1981年（昭和56年）3月30日 - 玄海原子力発電所2号機が運転開始。
- 1982年（昭和57年）- 社歌制定。
- 1984年（昭和59年）7月4日 - 川内原子力発電所1号機が運転開始。
- 1985年（昭和60年）11月28日 - 川内原子力発電所2号機が運転開始。
- 1988年（昭和63年）10月1日 - CI（コーポレートアイデンティティ）を導入。九州の地形と7県をデザインした、現在のマークへ変更（従来のものは稲妻と「九」の字をイメージしていた）。
- 1989年（平成元年）6月30日 - 九州電力初の輸入炭を使用した石炭火力発電所、松浦発電所1号機が運転開始。
- 1990年（平成2年）3月 - 九州電力初の風力発電所、甑島風力発電所が運転開始。
- 1991年（平成3年）6月 - 九州電力初のコンバインドサイクル発電方式を採用した新大分発電所1号系列が運転開始。
- 1994年（平成6年）
  - 2月 - 九州電力初の1,300℃級ACCを採用した新大分発電所2-1号系列が運転開始。
  - 3月18日 - 玄海原子力発電所3号機が運転開始。
- 1995年（平成7年）12月14日 - 石炭火力発電所、苓北発電所1号機が運転開始。
- 1997年（平成9年）7月25日 - 玄海原子力発電所4号機が運転開始。
- 2001年（平成13年）7月3日 - 九州電力初の加圧流動床複合発電（PFBC）方式を採用した苅田発電所新1号機（3代目）が運転開始。
- 2004年（平成16年）
  - 3月31日 - 大村発電所（石炭火力）廃止。
  - 4月1日 - 港発電所（石炭火力）廃止。
- 2005年（平成17年）11月 - 広島県広島市のイオン宇品店に国内初の電力区域外供給を始める。
- 2010年（平成22年）11月 - 九州電力初の太陽光発電所、メガソーラー大牟田発電所が運転開始。港発電所跡地の一部に建設された。
- 2011年（平成23年）
  - 7月 - 小丸川発電所の全発電設備が運転開始。九州電力最大の水力発電所となる。九州電力やらせメール事件が発覚。
  - 12月26日 - やらせメール事件の責任を取り、2012年3月31日付けで会長（当時）の松尾新吾と社長（当時）の眞部利應が辞任し、翌4月1日付けで貫正義（当時副社長）が2段階昇格の会長に就任、瓜生道明（当時副社長）が社長に昇格することが発表された。
- 2013年（平成25年）3月31日 - 大分発電所（石油火力）廃止。
- 2015年（平成27年）
  - 4月27日 - 玄海原子力発電所1号機廃止。
  - 6月30日 - 唐津発電所（石油火力）廃止。
  - 8月11日 - 川内原発1号機再稼働。
  - 10月15日 - 川内原発2号機再稼働。
- 2016年（平成28年）5月 - 一般財団法人九電みらい財団を設立[8]。
- 2019年（平成31年）4月30日 - 相浦発電所（石油火力）廃止。
- 2020年（令和2年）4月1日 - 発送電分離の法的措置により、送配電事業部門を「九州電力送配電株式会社」として分社し、発電・小売事業を継承した事業持株会社となる。
- 2022年（令和4年）7月1日 - この年から2年をかけて、小売部門の営業所を子会社の「九電ネクスト株式会社」（旧：西日本環境エネルギー株式会社）に委託移管し、九電側には管理組織として「営業センター」を設置・広域化[9]。
- 2024年（令和6年）4月1日 - 再生可能エネルギー事業を中核事業とするため、直営していた地熱発電所を子会社の「九電みらいエナジー株式会社」に移管。今後水力発電所の移管も進める[10]。

## キャッチフレーズ
- まごころ24時間（旧ロゴ時代）
- 人をむすぶ、街をつなぐ （CI導入時の1988年（昭和63年）から2007年（平成19年）3月末まで）
- ずっと先まで、明るくしたい。九電グループ（2007年（平成19年）4月1日から。後にグループ共通化）

## 発電施設
合計 191箇所、1791万3000kW（2020年3月31日現在）
- 総出力には長期計画停止中、定期点検中の号機を含む。廃止された号機、建設中の号機は含まない。

### 水力発電所
143箇所、約358万kW。今後九電みらいエナジーへの移管が予定されている。
- 主な水力発電所（5万kW以上の発電所）

| 発電所名         | 水系名   | 方式                 | 総出力    | 所在地               | 備考                   |
| ---------------- | -------- | -------------------- | --------- | -------------------- | ---------------------- |
| 天山発電所       | 松浦川   | ダム水路式（揚水式） | 60万kW    | 佐賀県唐津市         |                        |
| 柳又発電所       | 筑後川   | ダム水路式           | 6.38万kW  | 大分県日田市         |                        |
| 松原発電所       | 筑後川   | ダム式               | 5.06万kW  | 大分県日田市         |                        |
| 大平発電所       | 球磨川   | ダム水路式（揚水式） | 50万kW    | 熊本県八代市         |                        |
| 上椎葉発電所     | 耳川     | ダム水路式           | 9万kW     | 宮崎県東臼杵郡椎葉村 |                        |
| 岩屋戸発電所     | 耳川     | ダム水路式           | 5.11万kW  | 宮崎県東臼杵郡椎葉村 |                        |
| 塚原発電所       | 耳川     | ダム水路式           | 6.309万kW | 宮崎県東臼杵郡諸塚村 |                        |
| 諸塚発電所       | 耳川     | ダム水路式           | 5万kW     | 宮崎県東臼杵郡諸塚村 |                        |
| 小丸川発電所     | 小丸川   | ダム水路式（揚水式） | 120万kW   | 宮崎県児湯郡木城町   | 九州最大の水力発電所。 |
| 一ツ瀬発電所     | 一ツ瀬川 | ダム水路式           | 18万kW    | 宮崎県西都市         |                        |
| 大淀川第一発電所 | 大淀川   | ダム式               | 5.55万kW  | 宮崎県都城市         |                        |
| 大淀川第二発電所 | 大淀川   | ダム水路式           | 7.13万kW  | 宮崎県宮崎市         |                        |

- その他の水力発電所

| 発電所名   | 水系名 | 方式   | 総出力   | 所在地         | 備考                                   |
| ---------- | ------ | ------ | -------- | -------------- | -------------------------------------- |
| 黒北発電所 | 清武川 | 水路式 | 0.02万kW | 宮崎県宮崎市   | 1907年（明治40年）運転開始。九州最古。 |
| 塩浸発電所 | 天降川 | 水路式 | 0.5万kW  | 鹿児島県霧島市 | 1934年（昭和9年）運転開始。            |

- 他の水力発電所については、電力会社管理ダム#九州電力を、管理する発電用ダム一覧については日本の発電用ダム一覧#九州電力を参照のこと。

### 火力発電所
7箇所、958万5000kW（関連会社経営の発電所除く）
| 発電所名     | 使用燃料   | 総出力    | 号機                                                    | 出力                          | 運転開始                                | 所在地                 | 備考                                                                         |
| ------------ | ---------- | --------- | ------------------------------------------------------- | ----------------------------- | --------------------------------------- | ---------------------- | ---------------------------------------------------------------------------- |
| 新小倉発電所 | LNG        | 180万kW   | 3号機 4号機 5号機                                       | 60万kW                        | 1978年9月 1979年6月 1983年7月           | 福岡県北九州市小倉北区 | 1、2号機は廃止。4号機は2020年度から計画停止の予定。                          |
| 苅田発電所   | 石炭       | 36万kW    | 新1号機                                                 | 36万kW                        | 2001年7月                               | 福岡県京都郡苅田町     | 旧1～旧3、旧新1号機、新2号機は廃止。 新1号機は加圧流動床複合発電(PFBC)方式。 |
| 豊前発電所   | 重油、原油 | 50万kW    | 2号機                                                   | 50万kW                        | 1980年6月                               | 福岡県豊前市           | 1号機は廃止、2号機は2018年度から計画停止。                                   |
| 松浦発電所   | 石炭       | 170万kW   | 1号機 2号機                                             | 70万kW 100万kW                | 1989年6月 2019年12月                    | 長崎県松浦市           |                                                                              |
| 新大分発電所 | LNG        | 282.5万kW | 1号系列(6基) 2号系列(4基) 3-1号系列(3基) 3-2号系列(1基) | 69万kW 92万kW 73.5万kW 48万kW | 1991年6月 1995年2月 1998年7月 2016年6月 | 大分県大分市           | CC方式。                                                                     |
| 苓北発電所   | 石炭       | 140万kW   | 1号機 2号機                                             | 70万kW                        | 1995年12月 2003年6月                    | 熊本県天草郡苓北町     |                                                                              |

- 他に内燃力発電所（ガスタービン発電方式を含む）が32箇所存在する。合計出力は39万9850kW。いずれも重油使用。

#### 関連会社運営
| 発電所名            | 使用燃料       | 総出力   | 号機        | 出力            | 運転開始            | 所在地               | 運営会社     | 備考          |
| ------------------- | -------------- | -------- | ----------- | --------------- | ------------------- | -------------------- | ------------ | ------------- |
| 戸畑共同火力発電所* | 石炭、副生ガス | 89.1万kW | 2号機       | 15.6万kW        | 1971年6月           | 福岡県北九州市戸畑区 | 戸畑共同火力 | 1号機は廃止。 |
| 戸畑共同火力発電所* | LNG、副生ガス  | 89.1万kW | 3号機 4号機 | 25万kW 37.5万kW | 1972年7月 1978年3月 | 福岡県北九州市戸畑区 | 戸畑共同火力 | 1号機は廃止。 |
| 戸畑共同火力発電所* | 石炭、LNG      | 89.1万kW | 5号機       | 11万kW          | 2010年4月           | 福岡県北九州市戸畑区 | 戸畑共同火力 | 1号機は廃止。 |
| 大分共同発電所*     | 副生ガス、重油 | 65.5万kW | 1号機 2号機 | 25.5万kW        | 1972年4月 1973年4月 | 大分県大分市         | 大分共同火力 |               |
| 大分共同発電所*     | 副生ガス       | 65.5万kW | 3号機       | 14.5万kW        | 2015年2月2日        | 大分県大分市         | 大分共同火力 | CC方式        |

* 戸畑共同火力発電所は出力の半分を日本製鉄九州製鉄所#八幡地区へ供給。
* 大分共同発電所は出力の半分を日本製鉄九州製鉄所#大分地区へ供給。

### 原子力発電所
2箇所、414万kW
| 発電所名         | 原子炉型式     | 総出力  | 号機        | 出力    | 運転開始                    | 所在地               | 備考 |
| ---------------- | -------------- | ------- | ----------- | ------- | --------------------------- | -------------------- | --- |
| 玄海原子力発電所 | 加圧水型軽水炉 | 236万kW | 3号機 4号機 | 118万kW | 1994年3月18日 1997年7月25日 | 佐賀県東松浦郡玄海町 | 1号機は2015年4月27日をもって廃炉。 2号機は2019年2月13日をもって廃炉。 3号機は2018年3月23日再稼働。 4号機は2018年6月16日再稼働。 |
| 川内原子力発電所 | 加圧水型軽水炉 | 178万kW | 1号機 2号機 | 89万kW  | 1984年7月4日 1985年11月28日 | 鹿児島県薩摩川内市   | 3号機（159万kW）計画中。 1号機は2015年8月11日午前10時30分に再稼働。 2号機は2015年10月15日に再稼働。                             |

### 新エネルギー
2024年4月以降全て関連会社と協力会社による運営である。（※は2024年3月まで九電直営）

#### 運用中
| 発電所名                       | 方式       | 総出力     | 運転開始                                       | 所在地                 | 運営会社                                                               | 備考                                            |
| ------------------------------ | ---------- | ---------- | ---------------------------------------------- | ---------------------- | ---------------------------------------------------------------------- | ----------------------------------------------- |
| 大岳発電所                     | 地熱発電   | 12,500 kW  | 1967年8月                                      | 大分県玖珠郡九重町     | 九電みらいエナジー※                                                    |                                                 |
| 八丁原発電所                   | 地熱発電   | 112,000 kW | 1号:1977年6月 2号:1990年6月 バイナリ:2006年4月 | 大分県玖珠郡九重町     | 九電みらいエナジー※                                                    | 日本最大の地熱発電所                            |
| 甑島風力発電所                 | 風力発電   | 250 kW     | 1990年3月15日                                  | 鹿児島県薩摩川内市     | 九州電力送配電                                                         | 2020年3月まで直営。発送電分離に絡み離島特例適用 |
| 山川発電所                     | 地熱発電   | 30,000 kW  | 1995年3月                                      | 鹿児島県指宿市         | 九電みらいエナジー※                                                    | 2005年に蒸気設備を九州地熱より譲渡              |
| 大霧発電所                     | 地熱発電   | 25,800 kW  | 1996年3月                                      | 鹿児島県霧島市、湧水町 | 九電みらいエナジー※                                                    | 日鉄鹿児島地熱との共同運営。2号機計画中         |
| 滝上発電所                     | 地熱発電   | 27,500 kW  | 1996年11月                                     | 大分県玖珠郡九重町     | 九電みらいエナジー※                                                    | 蒸気設備は当初から出光大分地熱が運営            |
| 長島風力発電所                 | 風力発電   | 50,400 kW  | 2008年10月                                     | 鹿児島県出水郡長島町   | 長島ウインドヒル（九電みらいエナジー、九州電力、九電工の共同出資会社） |                                                 |
| 大牟田メガソーラー発電所       | 太陽光発電 | 1,990 kW   | 2010年11月                                     | 福岡県大牟田市         | 九電みらいエナジー                                                     | 2018年11月に九州電力から譲受                    |
| 大村メガソーラー発電所         | 太陽光発電 | 17,480 kW  | 2013年5月13日                                  | 長崎県大村市           | 九電みらいエナジー                                                     |                                                 |
| 菊池メガソーラー発電所         | 太陽光発電 | 1,990 kW   | 2014年3月3日                                   | 熊本県菊池市           | 九電みらいエナジー                                                     |                                                 |
| 佐世保メガソーラー発電所       | 太陽光発電 | 10,000 kW  | 2014年3月13日                                  | 長崎県佐世保市         | 九電みらいエナジー                                                     |                                                 |
| 綾メガソーラー発電所           | 太陽光発電 | 1,000 kW   | 2014年4月4日                                   | 宮崎県東諸県郡綾町     | 九電みらいエナジー                                                     |                                                 |
| 宗像メガソーラー発電所         | 太陽光発電 | 1,603 kW   | 2014年5月15日                                  | 福岡県宗像市           | 九電みらいエナジー                                                     |                                                 |
| 松浦メガソーラー発電所         | 太陽光発電 | 1,500 kW   | 2014年6月23日                                  | 長崎県松浦市           | 九電みらいエナジー                                                     |                                                 |
| 井手浦浄水場メガソーラー発電所 | 太陽光発電 | 1,990 kW   | 2014年8月19日                                  | 福岡県北九州市         | 九電みらいエナジー                                                     |                                                 |
| 伊万里メガソーラー発電所       | 太陽光発電 | 1,040 kW   | 2015年3月26日                                  | 佐賀県伊万里市         | 九電みらいエナジー                                                     |                                                 |
| 菅原バイナリー発電所           | 地熱発電   | 5,000 kW   | 2015年6月29日                                  | 大分県九重町           | 九電みらいエナジー                                                     |                                                 |
| 苅田メガソーラー発電所         | 太陽光発電 | 1,000 kW   | 2015年8月20日                                  | 福岡県苅田町           | 九電みらいエナジー                                                     |                                                 |
| 宮若メガソーラー発電所         | 太陽光発電 | 1,000 kW   | 2015年10月2日                                  | 福岡県宮若市           | 九電みらいエナジー                                                     |                                                 |
| 東広島メガソーラー発電所       | 太陽光発電 | 1,000 kW   | 2017年2月18日                                  | 広島県東広島市         | 九電みらいエナジー                                                     | 「エリア外」設置第1号                           |
| 山川バイナリー発電所           | 地熱発電   | 4,990 kW   | 2018年2月23日                                  | 鹿児島県指宿市         | 九電みらいエナジー                                                     |                                                 |
| 鴨猪水力発電所                 | 水力発電   | 1,990 kW   | 2018年9月19日                                  | 熊本県山都町           | 九電みらいエナジー                                                     |                                                 |

### 過去に存在した発電施設

#### 火力発電所
| 発電所名    | 使用燃料   | 総出力    | 廃止時期      | 所在地             |
| ----------- | ---------- | --------- | ------------- | ------------------ |
| 築上発電所  | 石炭       | 14.5万kW  | 1977年        | 福岡県豊前市       |
| 港発電所*   | 石炭       | 31.2万kW  | 2004年        | 福岡県大牟田市     |
| 大村発電所* | 石炭       | 22.2万kW  | 2004年        | 長崎県大村市       |
| 大分発電所  | 重油       | 50万kW    | 2013年3月31日 | 大分県大分市       |
| 唐津発電所  | 重油、原油 | 103.1万kW | 2015年6月30日 | 佐賀県唐津市       |
| 相浦発電所  | 重油、原油 | 87.5万kW  | 2019年4月30日 | 長崎県佐世保市     |
| 川内発電所  | 重油       | 100万kW   | 2022年4月1日  | 鹿児島県薩摩川内市 |

* 港発電所跡地の一部には、メガソーラー大牟田発電所が建設された。また、大村発電所跡地には、大村メガソーラー発電所が建設された。

#### 内燃力発電所
| 発電所名      | 使用燃料 | 総出力 | 廃止時期 | 所在地                 |
| ------------- | -------- | ------ | -------- | ---------------------- |
| 豆酸発電所    | 不明     | 不明   | 1956年   | 長崎県下県郡厳原町     |
| 奈良尾発電所* | 不明     | 不明   | 1957年   | 長崎県南松浦郡奈良尾町 |

* 奈良尾町を含む五島列島地域の内燃力発電所は2005年6月9日より日本最長（2005年時点）の電力海底ケーブル敷設により本土供給電力に切り替わった。

#### 新エネルギーによる発電所
| 発電所名                   | 方式     | 総出力   | 運転開始                                        | 所在地             | 備考                                           |
| -------------------------- | -------- | -------- | ----------------------------------------------- | ------------------ | ---------------------------------------------- |
| 野間岬ウインドパーク発電所 | 風力発電 | 3,000 kW | 第1期:1998年3月 第2期:1999年3月 第3期:2003年3月 | 鹿児島県南さつま市 | 第1期は2基、第2期は3基、第3期は5基。2019年廃止 |

### 電源調達入札制度について
- 1995年（平成7年）の電気事業制度改革において電源調達入札制度が創設され、卸供給事業者（IPP・独立系発電事業者）2社と供給契約を結んでいる[14]。

3箇所、57万4000kW
| 卸供給事業者 | 卸供給事業者 | 契約電力 | 供給開始  | 所在地         | 備考                   |
| ------------ | ------------ | -------- | --------- | -------------- | ---------------------- |
| 新日本製鐵   | 八幡製鐵所   | 13.7万kW | 1999年4月 | 福岡県北九州市 | 現：日本製鉄九州製鉄所 |
| 新日本製鐵   | 大分製鐵所   | 30万kW   | 2002年4月 | 大分県大分市   | 現：日本製鉄九州製鉄所 |
| 九州石油     | 大分製油所   | 13.7万kW | 1999年4月 | 大分県大分市   | 現：ENEOS              |

- 事業者名はいずれも契約当時。

## 海外IPP事業
- メキシコ トゥクスパン2号、5号
- フィリピン イリハン
- ベトナム フーミー3号
- 中国 内蒙古風力
- 台湾 新桃電力
- インドネシア サルーラ地熱

## 関係会社
主なもののみ、商法および証券取引法上の関係会社以外も含む。以下の会社はまとめて「九電グループ」と呼ばれ、電気事業関連を中心に数十社を数える。

### 国内電力事業
- 九州電力送配電
- 九電みらいエナジー

### その他エネルギー関連
- キューデン・インターナショナル
- 大分エル・エヌ・ジー
- 北九州エル・エヌ・ジー
- 九電ネクスト（旧：西日本環境エネルギー）
- 九州林産
- 九電テクノシステムズ
- 西日本空輸
- 西日本プラント工業
- 九州高圧コンクリート工業
- 九電産業
- 西日本技術開発
- 光洋電器工業
- 戸畑共同火力
- 九電工
- 大分共同火力
- キューヘン（旧：九州変圧器）
- 九建

### ICT関連
- QTnet（旧：九州通信ネットワーク）
- ニシム電子工業
- QTmedia（旧：コアラ）
- Qsol（旧：九電ビジネスソリューションズなど）

### 建設・不動産・都市開発・インフラサービスなど
- 電気ビル
- キューデン・グッドライフ
- キューデン・グッドライフ熊本
- キューデン・グッドライフ鹿児島
- 九電ビジネスフロント
- 九電不動産（旧：森林都市）
- 九州高原開発
- 九電ビジネスパートナー

### その他
九電グループではないが、九電グループ企業が一定割合以上出資している主な企業である。
- 北九州都心開発
- サガテレビ
- 天神地下街
- 日本タングステン（信託銀行経由）
- 福岡放送
- 菱熱（三菱グループ3社（新菱冷熱工業・三菱重工業・三菱電機）との4社合弁）

### 消滅した企業
- キャピタル・キューデン
- キューデンインフォコム
- 九電ホームセキュリティ（にしけいに事業譲渡）
- プラズワイヤー

## 大学との連携
九州の国立大学と寄附講座を実施している。下記の大学と活動している。
- 電力フロンティア講座
  - 熊本大学と九州電力による講座[15]。
- 電力系統制御工学講座
  - 九州工業大学と九州電力による講座[16]。
- 電気エネルギー環境工学講座
  - 九州大学と九州電力による講座[17]。九州電力による寄附講座では九州大学と九州工業大学の合同シンポジウムが開催されている。

## 広告活動

### CMキャラクター
- 大林宣彦（企業イメージ、1990年代）
- 森高千里（オール電化システム関連、2006年（平成18年）から）
  - 熊本県出身。CMでは彼女の「渡良瀬橋」が使用されたことがあった。
- カンニング竹山ほか（「やってみま省エネ」キャンペーン、2008年（平成20年）から）
  - 福岡県出身。京都議定書に基づき二酸化炭素排出量削減義務が発生したことにより制作された。竹山は省エネ対策になかなか動き出せず娘に一本取られる父親の役である。
- 王貞治（2009年（平成21年）7月から、楽曲は相川理沙の「ひかり」）
  - 福岡ソフトバンクホークス会長。
- 加藤幸子

### CMソング
- home sweet home（YUKI、元JUDY AND MARY）
- ひかり（相川理沙）
- 青春の影（チューリップ）
- Down by the Salley Gardens（アイルランド民謡、邦題：サリーの庭。歌唱：澤田かおり）

### 提供番組
九州電力は九州エリアのほぼすべての民放に出資しているほか、ブロック番組を中心にスポンサーとなってきた。下記に主なものを挙げる。
2011年（平成23年）3月11日に発生した東北地方太平洋沖地震（東日本大震災）に伴い、同年4月まで全てのCM放送を自粛し、ACジャパンのCMに差し替えられていた。その後、翌5月以降順次再開されたが、7月に先述のやらせメール問題が発覚し再度CM放送が自粛されたため、2012年2月現在、提供クレジット表示を行わず、節電のお願いを伝える社告形式のCM等を放送する形を取った。その後、原発全停止の影響もあって赤字に転落したことから、番組提供をすべて取り止め必要な時にスポットでCMを打つ方針に転換、2012年3月をもってほぼすべての提供番組が打ち切られることになった。
2016年4月に、「新 窓をあけて九州」のグループ単独提供 で提供番組を復活した。

#### テレビ
太字は番組制作局あるいは制作幹事局。
2024年1月現在
- 九電グループ presents 新 窓をあけて九州（2016年4月3日 - 、RKB毎日放送・長崎放送・熊本放送・大分放送・宮崎放送・南日本放送） - 九電本体だけでなく、九電工・QTnetなど各社との共同によるグループ単独提供。過去は九州電力グループ presents表記だった。

##### 過去

###### 2012年3月終了（日付は打ち切り日）
- あかりSTORY（3月13日、TVQ九州放送）
- 探Qサイエンス（3月14日、テレビ西日本・サガテレビ・テレビ長崎・テレビ熊本・テレビ大分・テレビ宮崎・鹿児島テレビ）
- 未来への羅針盤（3月18日、九州朝日放送・長崎文化放送・熊本朝日放送・大分朝日放送・鹿児島放送）
- 窓をあけて九州（3月25日、RKB毎日放送・長崎放送・熊本放送・大分放送・宮崎放送・南日本放送）
- さがそうか（3月7日、サガテレビ、担当・佐賀支店）

###### 2012年3月以前
- 3×3がQでん（テレビ西日本・サガテレビ・テレビ長崎・テレビ熊本・大分放送・宮崎放送・鹿児島テレビ）
- Qでん百科（テレビ西日本・サガテレビ・テレビ長崎・テレビ熊本・テレビ大分・テレビ宮崎・鹿児島テレビ）
- 電化deシェフ（TVQ九州放送、担当・本店・福岡支店・北九州支店）
タイトル名から判るように、この番組はオール電化システムの売り込みを明確な目的として制作されている点が、他の番組と異なる。
- さがばんた（サガテレビ、担当・佐賀支店）
- ふるさとワンダフル（南日本放送、担当・鹿児島支店）
- データソムリエ西村雅彦（福岡放送・長崎国際テレビ・鹿児島読売テレビ・くまもと県民テレビ）

#### ラジオ

##### 現在
- 九電グループ presents わたしのまちのとっておき（2020年7月3日 - 、エフエム福岡）

##### 過去
- スマスマ E-KIDS（RKBラジオ、担当・福岡支店）
- シネマフル・ライフ（エフエム福岡・エフエム佐賀・エフエム長崎・エフエム熊本・エフエム大分・エフエム宮崎・エフエム鹿児島、2012年4月以降は福岡のみで継続）
- KYUDEN J-POP POWER COUNTDOWN（CROSS FM、全提供番組の中で唯一英語による提供クレジットを実施）
- Around the Globe（LOVE FM）
- Earth Feeling（LOVE FM）
- 桂竹丸 W（ワット）行きまショー（南日本放送、担当・鹿児島支店）
- ユア・スクリーン・ミュージック（エフエム福岡・エフエム佐賀・エフエム長崎・エフエム熊本・エフエム大分・エフエム宮崎・エフエム鹿児島）

## 主な出資企業
九州電力が出資する主な企業は以下の通り。ここでは放送事業者を記載する（出資比率は2011年3月31日時点）。
- 福岡放送 - 19.67%
- TVQ九州放送 - 3.0%
- エフエム福岡 - 10.0%（筆頭株主）
- サガテレビ - 9.21%
- エフエム長崎 - 4.0%
- 熊本放送 - 3.0%
- エフエム宮崎 - 3.02%

## 九州経済連合会・電気事業連合会との関係
九経連会長は、九州電力会長経験者が務めるのが慣例となっており、初代・安川第五郎から7代目・松尾新吾までは全員九電会長が務めていたが、8代目会長に麻生グループ会長・麻生泰が就任し、9代目会長は西日本鉄道会長・倉富純男が就任したことで、2代続けて九電出身者以外が就任した。
電気事業連合会（電事連）会長は東名阪に本社を置く電力会社（東京電力、中部電力、関西電力）の社長が持ち回りで就任するのが慣例だったが、2020年に九州電力の社長の池辺和弘が電事連の19代目会長に就任し、初めて東電・中電・関電以外の出身者が電事連会長となった。東電は福島第一原発事故、関電は幹部による金品受領・便宜供与問題によって社会的信用が低下しており会長就任が難しかったためとされる

## 不祥事・事件・問題
- 玄海原子力発電所の所長ら同社幹部社員が、2005年（平成17年）以降に、佐賀県知事の古川康の政治団体に対し、毎年3万円を寄付していたことが判明している。同社幹部らは、個人献金であるとしているものの、事実上、個人献金の形を取りつつ、政治資金規正法によって禁じられている企業献金が行われているとの指摘が出ており、原発絡みの献金ではないかとの意見もある[20]。
- 福島第一原子力発電所事故以降、経済産業省と電力会社の天下り問題が監督官庁である経産省の原子力発電所の安全基準のチェックを甘くさせる構造として批判が集まった。

- 2011年（平成23年）6月に放送された、玄海原子力発電所2、3号機の運転再開に向け経済産業省が主催した佐賀県民向け説明会実施にあたり、九州電力が関係会社の社員らに運転再開を支持する文言の電子メールを投稿するよう組織していた事が発覚し、批判を受けた。

- 2016年（平成28年）10月1日、「でんき予報」において電力使用率が一時的に100%を超えて表示された。同日のでんき予報は電力需要のピークを18時-19時と想定しており、その時間帯の供給力をピーク時供給力としていたが、当日は気温が予想以上に高く、13時-14時に電力需要がピーク時供給力を上回ったことが原因である。しかし、実際の電力供給においては太陽光発電によって十分な供給余力があり、停電は発生しなかった。これを受けて九州電力は昼間帯と点灯帯（夜間）の供給力を分けて表示し、昼間帯は太陽光発電を含めた供給力を表示するよう変更した[21]。
- 2022年12月1日、産業用の電力供給でカルテルを結んだ疑いがあるとして、公正取引委員会の意見聴取を受けると発表。同日、独占禁止法に基づく排除措置命令案や約27億円とする課徴金納付命令案の事前の通知を受け取った[22]。2023年7月14日、経済産業省は九州電力と子会社の九電みらいエナジーなど5社に対し電気事業法に基づく業務改善命令を出した[23]。
- 2023年1月18日、九州電力は同社社員が子会社の九州電力送配電が管理する競合会社の顧客情報を不正に閲覧していた事を発表した[24]。同年4月17日、経済産業省は九州電力と九州電力送配電など5社に対し電気事業法に基づく業務改善命令を出した[25]。

## その他
- メールマガジン『九電ほっと(^o^)マガジン』を発行